# Вега, Алан
Алан Бермовиц(англ. Alan Bermowitz) более известен как Алан Вега(англ. Alan Vega; 23 июня 1938, Нью-Йорк, США - 16 июля 2016, там же) - американский вокалист и художник, известный своим участием в протопанк дуэте Suicide.

## Жизнь и деятельность
Алан вырос в Бенсонхерсте, Бруклине, до выхода юбилейного издания его записей в 2008 году, посвященного 70-летию музыканта, все были уверены, что Вега младше на целых 10 лет. В книге 2005 года "Suicide: No Compromise"  был указан 1948 год рождения, причем там приводится интервью 1998 года, где Вега вспоминает, как в детстве он смотрел выступление Элвиса Пресли в "Шоу Эда Салливана" (1956).
В середине 1950-х Алан поступил в колледж, где учился одновременно по специальности "физика" и "изобразительное искусство", закончил в 1960-м году.
в 1960-х присоединился к  коалиции работников искусства(англ. Art Workers' Coalition), данное объединение известно провокационными акциями против музеев, вплоть до баррикадирования входа в Нью-Йоркский Музей современного искусства.
В 1970 году произошла легендарная встреча с Мартином "Ревом" Реверби, с ним он создал дуэт Suicide, где они делали эксперименты с электронной музыкой. Группа дважды выступала в MUSEUM, а затем перебрались в галерею OK Harris. Так же сочинял рекламные буклеты под псевдонимом Nasty Cut, Алан использовал для рекламы такие термины как  "Punk Music" и "Punk Music Mass", чтобы описать их музыку.
Когда Алан окончательно выбрал себе псевдоним Алан Вега, группа Suicide начала выступать в Mercedes Arts Center, Max’s Kansas City и CBGB.
В 1980 году Алан выпустил свой сольный альбом под названием Alan Vega. Этот альбом имел роккабильное звучание, впоследствии который будет его преследовать всё творчество.  Песня Jukebox Babe  стала хитом во Франции. В 1985 году он выпустил более успешный коммерческий альбом, под названием Just a Million Dreams,  но после выхода  этого альбома, лейбл разорвал с Аланам контракт. Алан отказался от своей экспериментальной стилистики в пользу пауер-поп композиций, позже он признавал "Они взяли мои песни и сделали черт знает что".
В конце 1980-х Алан вновь объединился с Мартиным Рево и Риком Окасеком, для создания нового альбома группы Suicide под названием A Way of Life. Для продвижения альбома, группа отправилась в турне за границу, в Париже исполнила песню Surrender,  песню с концертов показали по французскому телевидению, Вскоре Алан познакомился с будущей женой и музыкальным партнёром Элизабет Ламер. В 1990 году Алан выпустил сольный альбом под название Deuce Avenue,  Данный альбом вернул Алана к минималистичному электронному звучанию, которые были близки к работам Suicide, он смешивал драм машину с эффектами и свободной поэтической формой. В следующие 10 лет он выпустит ещё 6 сольных альбомов.
В 2002 году арт-дилер Джеффри Дейч разыскал Алану, что двое молодых сотрудников галереи пришли в восторг после концерта группы Suicide в нью-йоркском ночном клубе Knitting Factory. После данного диалога, Алан вернулся в изобразительное искусство и  создал выставку скульптур "Collision Drive".
В 2007 году Алан выпустил свой десятый сольный альбом на лейбле  Blast First Records под название Station, его коллеги описали этот альбом как самый жёсткий и очень тяжёлый за долгое время.В 2008 году британский лейбл Blast First Petite выпустил лимитированное издание Suicide из 6 компакт дисков.
В 2009 году в музее современного искусства Лиона была ретроспективу работ Алана Веги Infinite Mercy.
В 2012 году Алан перенёс инсульт,. Тем не менее он продолжил выступать на концертах. И выпустил свой последний альбом It. Алан жил в Нью-Йорке до конца жизни
В 2016 году Алан  записал вокальную партию для песни Tangerine на альбоме Les Vestiges du Chaos французского поп исполнителя Кристофа.

## Смерть
Алан Вега умер во сне 16 июля 2016 года в возрасте 78 лет. О его смерти сообщил музыкант и радиоведущий Генри Роллинз а так же опубликовал на своём сайте официальное заявление семьи Алана.

## Дискография

### Студийные альбомы
- Alan Vega (1980)
- Collision Drive (1981)
- Saturn Strip (1983)
- Just a Million Dreams (1985)
- Deuce Avenue (1990)
- Power on to Zero Hour (1991)
- New Raceion (1993)
- Dujang Prang (1995)
- 2007 (1999)
- Station (2007)
- It (2017) записи 2010-2016 годов

### Сборные альбомы
- Dead Man (1994) с Mercury Rev
- Cubist Blues (1996) с Алекс Чилтоном и Беном Воном
- Getchertikitz (1996)  с Риком Окасеком и Джиллиан Маккейном
- Endless (1998) с Pan Sonic
- Righteous Lite™ (1998) с Стефаном Лирони
- Re-Up (1999) with Étant Donnés, Лидией Ланч и  Genesis P-Orridge
- Resurrection River (2004) с Pan Sonic
- Sniper (2010) с  Марком Уртадо